# Nick McDonell
Nick McDonell, de son vrai nom Robert Nicholas McDonell, né le 18 février 1984 à New York, est un écrivain américain.

## Biographie
Il publie son premier roman, Douze alors qu'il est âgé de dix-sept ans. Il s'inscrit dans la lignée d'auteurs comme Bret Easton Ellis et décrit le quotidien d'adolescents aisés de New York, entre drogue et violence. Douze est traduit en plus de quinze langues.
Son deuxième roman, Le Troisième frère raconte le stage d'été dans un journal de Hong Kong d'un étudiant New yorkais. Mike est chargé par le rédacteur en chef, un ami de son père de partir en reportage sur les backpackers à Bangkok et de retrouver un certain Christopher Dorr, lui aussi ami de longue date de son père.

## Œuvres
- Douze, Denoël, 2004 ((en) Twelve, Grove, 2002), trad. Philippe Rouard, 336 p.  (ISBN 978-2-207-25386-1)
- Le Troisième frère, Denoël, 2006 ((en) The Third Brother, Grove, 2005), trad. Pierre Guglielmina, 320 p.  (ISBN 978-2-207-25820-0)
- Guerre à Harvard, Flammarion, 2008 (The war at Harvard), trad. Samuel Sfez, 96 p.  (ISBN 978-2-08-121732-4)
- Le Prix à payer, Flammarion, 2013 ((en) An Expensive education, Grove, 2009), trad. Jérôme Lambert, 352 p.  (ISBN 978-2-08-129020-4)
- Mission accomplie, Flammarion, 2013 ((en) The End of Major Combat Operations, McSweeney's, 2010), trad. Samuel Sfez, 176 p.  (ISBN 978-2-08-129019-8)
- (en) Green on Blue, Time e-book, 2013
- (en) The Civilisation of Perpetual Movement, Hurst, 2014
- (en) The Bodies in Person, Blue Rider Press, 2018
- (en) The Council of Animals, Henry Holt & Company, 2021

## Adaptations
- Son roman Douze est adapté au cinéma par Joel Schumacher, sorti en 2010.